# Ти крај мене ниси
Ти крај мене ниси је трећи студијски албум певачице и глумице Снежане Савић. Објављен је августа 1985. године у издању Југотона као ЛП и касета.

## Песме на албуму
| Бр. | Песма                      | Музика               | Текст            | Аранжман         |
| --- | -------------------------- | -------------------- | ---------------- | ---------------- |
| 1.  | Иди, мили, главу не окрећи | Данило Даниловић     | Марина Туцаковић | Данило Даниловић |
| 2.  | Девојка                    | Данило Даниловић     | Радмила Мудринић | Данило Даниловић |
| 3.  | Три пољупца за срећу       | Александар Кораћ     | Радмила Мудринић | Александар Кораћ |
| 4.  | Сањај, сањај"              | Данило Даниловић     | Радмила Мудринић | Данило Даниловић |
| 5.  | Лане моје                  | Александар Радуловић | Марина Туцаковић | Данило Даниловић |
| 6.  | Иде јесен                  | Александар Радуловић | Марина Туцаковић | Данило Даниловић |
| 7.  | Ти крај мене ниси          | Данило Даниловић     | Радмила Мудринић | Данило Даниловић |
| 8.  | Опрости, срце              | Данило Даниловић     | Радмила Мудринић | Данило Даниловић |
| 9.  | Кад Врањанка загрли        | Александар Кораћ     | Радмила Мудринић | Вукашин Вучетић  |
| 10. | Шапни ми, шапни            | Данило Даниловић     | Радмила Мудринић | Данило Даниловић |